# Steven Vajda
Steven Vajda, auch Stefan Vajda, István Vajda, (* 20. August 1901 in Budapest, Österreich-Ungarn; † 10. Dezember 1995 in Brighton) war ein britischer Mathematiker, der sich mit Operations Research und Versicherungsmathematik befasste.

## Leben
Vajda zog mit seiner Familie 1903 nach Wien, wo er aufwuchs und an der Universität studierte. Zunächst studierte er an der TU Wien um Ingenieur zu werden, wechselte zur Ausbildung als Aktuar und studierte schließlich Mathematik an der Universität Wien. 1925 wurde er dort promoviert (Sätze aus der Gruppentheorie und aus der Algebra) und ging ein Jahr an die Universität Göttingen, wo er unter anderem Bartel Leendert van der Waerden, der ihm eine Anstellung in Rumänien verschaffte. Danach arbeitete er als Versicherungsangestellter in Wien. Er gehörte dort zum Umkreis des Wiener Kreises und befreundete sich mit Karl Popper. 1938 floh er vor den Nationalsozialisten mit seiner Frau Eva Fanta (Heirat 1929) und zwei Kindern nach England (mit einem Transit-Visum, dass ihm sein Freund Karl Popper, der in Neuseeland war, beschaffte). Seine Eltern starben im Konzentrationslager und auch seine Schwester war nach dem Krieg vermisst. Nach kurzer Internierung als Enemy Alien auf der Insel Man bei Beginn des Zweiten Weltkriegs arbeitete er wieder in England in der Versicherungs-Branche (er hatte schon über ein Dutzend Aufsätze in Fachzeitschriften veröffentlicht) und schließlich bei der Operations Research Gruppe der britischen Admiralität. Dort blieb er bis 1964, ab 1952 als Leiter der Mathematik-Gruppe im Forschungszentrum der Admiralität in Teddington.
1964 wurde er Professor für Operations Research an der University of Birmingham, emeritierte 1967 und arbeitete weiter in der Abteilung mathematische Statistik der Universität bis 1973, als er Gastprofessor an der University of Sussex wurde. Das blieb er bis zu seinem Tod 1995.
Er veröffentlichte mehrere Bücher über Operations Research, Mathematische Optimierung, statistische Versuchsplanung und Spieltheorie, die ihn international bekannt machten.
Er war Fellow der Royal Statistical Society, Ehrendoktor der Brunel University und Ehrenmitglied des Institute of Actuaries.

## Schriften
- Theory of Games and Linear Programming, London: Methuen, New York: Wiley, 1956, 1967
  - Deutsche Übersetzung: Theorie der Spiele und Linearprogrammierung. De Gruyter 1962
- Readings in Linear Programming, New York: Wiley und London: Pitman 1958 (2. Auflage als Readings in Mathematical Programming 1962)
  - Deutsche Übersetzung: Lineare Programmierung: Beispiele. Zürich, Verlag Industrielle Organisation 1960
- Introduction to Linear Programming and the Theory of Games, Wiley 1960
  - Deutsche Übersetzung: Einführung in die Linearplanung und Theorie der Spiele. Oldenbourg 1961, 1966
- Mathematical Programming, Addison-Wesley 1961, Dover 2009
- Stochastic Programming, in J. Abadie Integer and Nonlinear Programming, Amsterdam, London 1970, Kapitel 14
- A mathematician looks at Operations Research, 1966 (Inaugural Lecture)
- Mathematics of Experimental Design: incomplete block designs and Latin squares, London: Griffin 1967
- Patters and Configurations in Finite Places, London: Griffin 1967
- Planing by Mathematics, New York: Barnes and Noble 1969
- Probabilistic Programming, Academic Press 1972
- Theory of Linear and Nonlinear Programming, London: Longman 1974
- Problems in linear and nonlinear programming, London: Griffin 1975
- Mathematics of Manpower Planning, Wiley 1978
- Linear Programming: algorithms and applications, Chapman and Hall 1981
- mit Walter Ledermann, Emlyn Lloyd und Carol Alexander: Handbook of Applicable Mathematics: Supplement. Wiley 1990
- Mathematical Games and How to Play Them, New York: Ellis Horwood 1992, Dover 2008
- mit Brian Conolly: A Mathematical Kaleidoscope: Applications in Industry, Business and Science. Chichester: Albion Publishing 1995
- Fibonacci and Lucas Numbers, and the Golden Section: Theory and Applications, Chichester: Horwood und New York: Halsted Press 1989, Dover 2008